# Лазарович, Тарас Михайлович
Тара́с Миха́йлович Лазаро́вич (укр. Тарас Михайлович Лазарович; род. 22 апреля 1982, Чинадиево, Закарпатская область) — украинский футболист, нападающий.

## Биография
Первым профессиональным клубом была кировоградская «Звезда». В 2005 году перешёл в запорожский «Металлург». В Высшей лиге дебютировал 15 октября 2006 года в матче против полтавской «Ворсклы» (2:1).
Летом 2009 года перешёл в луганскую «Зарю». В команде дебютировал 18 июля 2009 года в матче против киевского «Арсенала» (0:0).
12 февраля 2012 года подписал контракт с «Мордовией». Летом 2012 года покинул команду и вернулся в запорожский «Металлург». Завершил карьеру футболиста в стане одесской «Жемчужины» в 2018 году.

## Статистика
| Сезон   | Клуб                    | Лига         | Чемпионат | Чемпионат | Кубок | Кубок | Дубль | Дубль |
| Сезон   | Клуб                    | Лига         | Игры      | Голы      | Игры  | Голы  | Игры  | Голы  |
| ------- | ----------------------- | ------------ | --------- | --------- | ----- | ----- | ----- | ----- |
| 2004/05 | Звезда (Кировоград)     | Вторая лига  | 13        | 1         | 1     | 0     | —     | —     |
| 2005/06 | Металлург-2 (Запорожье) | Вторая лига  | 7         | 7         | —     | —     | —     | —     |
| 2005/06 | Металлург (Запорожье)   | Высшая лига  | 0         | 0         | 0     | 0     | 23    | 6     |
| 2006/07 | Металлург-2 (Запорожье) | Вторая лига  | 1         | 0         | —     | —     | —     | —     |
| 2006/07 | Металлург (Запорожье)   | Высшая лига  | 7         | 0         | 1     | 0     | 20    | 6     |
| 2007/08 | Металлург (Запорожье)   | Высшая лига  | 25        | 3         | 0     | 0     | 3     | 0     |
| 2008/09 | Металлург (Запорожье)   | Премьер-лига | 11        | 0         | 1     | 0     | 19    | 5     |
| 2009/10 | Заря (Луганск)          | Премьер-лига | 29        | 7         | 1     | 0     | 0     | 0     |
| 2010/11 | Заря (Луганск)          | Премьер-лига | 28        | 5         | 3     | 0     | —     | —     |